# صخر الوجية
صخر أحمد عباس أحمد الوجيه (مواليد 1962 -) بمحافظة الحديدة، هو برلماني وسياسي يمني، عضو مجلس النواب اليمني. تعين وزيراً للمالية بحكومة باسندوة حتى 11 يونيو 2014، ومن ثم محافظاً لمحافظة الحديدة.

## السيرة الذاتية
- حاصل على البكالوريوس في هندسة الطيران[3]

## مناصب ووظائف
- عضو في مجلس النواب منذ عام 1997م
- استقال من حزب المؤتمر الشعبي العام أغسطس 2006 م [4]
- رئيس منظمة برلمانيون يمنيون ضد الفساد (يمن باك)
- وزير المالية في حكومة باسندوة من 7 ديسمبر 2011 م حتى 11 يونيو 2014 م
- في 11 يونيو 2014م صدر قرار جمهوري بتعينة محافظا لمحافظة الحديدة[2]